# Simone Kornappel
Simone Kornappel ist eine deutsche Lyrikerin, Herausgeberin und Übersetzerin. Sie ist Mitherausgeberin der Zeitschrift für Gegenwartsliteratur randnummer literaturhefte.

## Anthologien
- Bresemann, Tom (Hrsg.): Im Heiligkeitsgedränge: neue Weihnachtsgedichte. Verlag Lettrétage, Berlin 2010
- Lux, Christian [Hrsg.]: Freie Radikale: 13 Dichter vor ihrem ersten Buch. Verlag Luxbooks, Wiesbaden 2010
- Stephan Porombka (Hrsg.): Flarf Berlin 95 Netzgedichte. Verlag Edition Pæchterhaus, Hildesheim 2012
- Bresemann, Tom (Hrsg.): Der ideale Schmerz. Verlag Lettrétage, Berlin 2012
- Braun, Michael (Hrsg.): Lyrik-Taschenkalender 2014. Verlag Das Wunderhorn, Heidelberg 2013
- Anja Bayer, Daniela Seel (Hrsg.): all dies hier, Majestät, ist deins – Lyrik im Anthropozän, kookbooks, Berlin 2016, ISBN 978-3937445809.

## Veröffentlichungen in Zeitschriften
- scharlachzungen: balkone, in: BELLA triste Nr. 24, Sommer 2009, Hildesheim
- paranoia polaroid, in: poet[MAG] Nr. 5, Herbst 2008, Leipzig[1]
- Michael Braun, Kathrin Dittner & Martin Rector (Hrsg.): Gegenstrophe. Blätter zur Lyrik 3. Wehrhahn Verlag, Hannover 2011[2]
- ziegenproblem, in: Edit Nr. 58, März 2012, Leipzig[3]

## Als Herausgeberin
- randnummer literaturhefte zusammen mit Andreas Bülhoff und Peter Dietze, erscheint sooft wie möglich.[4]

## Übersetzungen
- Peter Gizzi: Totsein ist gut in Amerika: Ausgewählte Gedichte. Zweisprachig. Aus dem Amerikanischen von Sylvia Geist, Daniela Seel und Christian Lux. Mit Übersetzungen von Andreas Bülhoff, Simone Kornappel und Jan Skudlarek, Verlag Luxbooks, Wiesbaden 2012, ISBN 978-3-939557-43-2
- Leonard Cohen: Die Flamme – The Flame: Zweisprachige Ausgabe. Aus dem Amerikanischen von Nora Bossong, Nicolai Kobus, Simone Kornappel, Nadja Küchenmeister, Léonce W. Lupette, Christian Lux, Kerstin Preiwuß u. a. Kiepenheuer & Witsch, Köln 2018. ISBN 978-3-462052-21-3

## Auszeichnungen
- 2012: Wiesbadener Lyrikpreis Orphil: Debütpreis für raumanzug